# Ростовский район (Азово-Черноморский край)
Ростовский район — административно-территориальная единица, существовавшая в РСФСР в 1935—1936 годах. Административный центр — город Ростов-на-Дону.

## История
В связи с разукрупнением районов Азово-Черноморского края на основании Постановления Президиума ВЦИК РСФСР от 28 декабря 1934 года в городскую черту города Ростова-на-Дону были включены сельсоветы: Аксайский, Александровский, Большелогский, Нижне-Гниловской, Старочеркасский.
Постановлением Президиума ВЦИК РСФСР от 15 января 1935 года был утверждён Ростовский район Азово-Черноморского края. Районным центром стал г. Ростов-на-Дону.
После образования Аксайского района 1 июня 1936 года, сельсоветы Ростовского района Аксайский, Александровский, Большелогский и Старочеркасский вошли в состав Аксайского района. Нижне-Гниловской сельсовет остался в городской черте г. Ростова-на-Дону. При этом Ростовский район был упразднён.
13 сентября 1937 года после образования Ростовской области город Ростов-на-Дону стал её областным центром.